# Демультиплексор

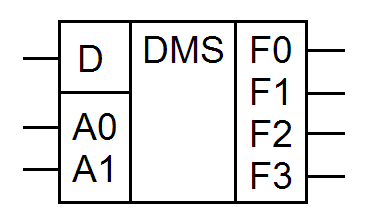
Условное графическое обозначение (УГО) демультиплексора «1 в 4».

Демультиплексор — это логическое устройство, предназначенное для переключения сигнала с одного информационного входа на один из информационных выходов. Таким образом, демультиплексор в функциональном отношении противоположен мультиплексору. На схемах демультиплексоры обозначают через DMX или DMS.

## Суть и схема реализации
В случае ТТЛ  для коммутации каналов применяются логические элементы "И". В КМОП-микросхемах широко применяются ключи на полевых транзисторах. Поэтому в них отсутствует понятие демультиплексора. Информационные входы и выход можно поменять местами, в результате чего мультиплексор может служить в качестве демультиплексора.
Если между числом выходов и числом адресных входов действует соотношение n=2m для двоичных демультиплексоров или n=3m для троичных демультиплексоров, то такой демультиплексор называют полным. Если n<2m для двоичных демультиплексоров или n<3m для троичных демультиплексоров, то демультиплексор называют неполным.
Функции демультиплексоров сходны с функциями дешифраторов. Дешифратор можно рассматривать как демультиплексор, у которого информационный вход поддерживает напряжение выходов в активном состоянии, а адресные входы выполняют функцию входов дешифратора. Поэтому в обозначении как дешифраторов, так и демультиплексоров в отечественных микросхемах используются одинаковые буквы — ИД.
Демультиплексоры выполняют унарные (одновходовые, однооперандные) логические функции с n-арным выходом.